# 아가멤논 마스크

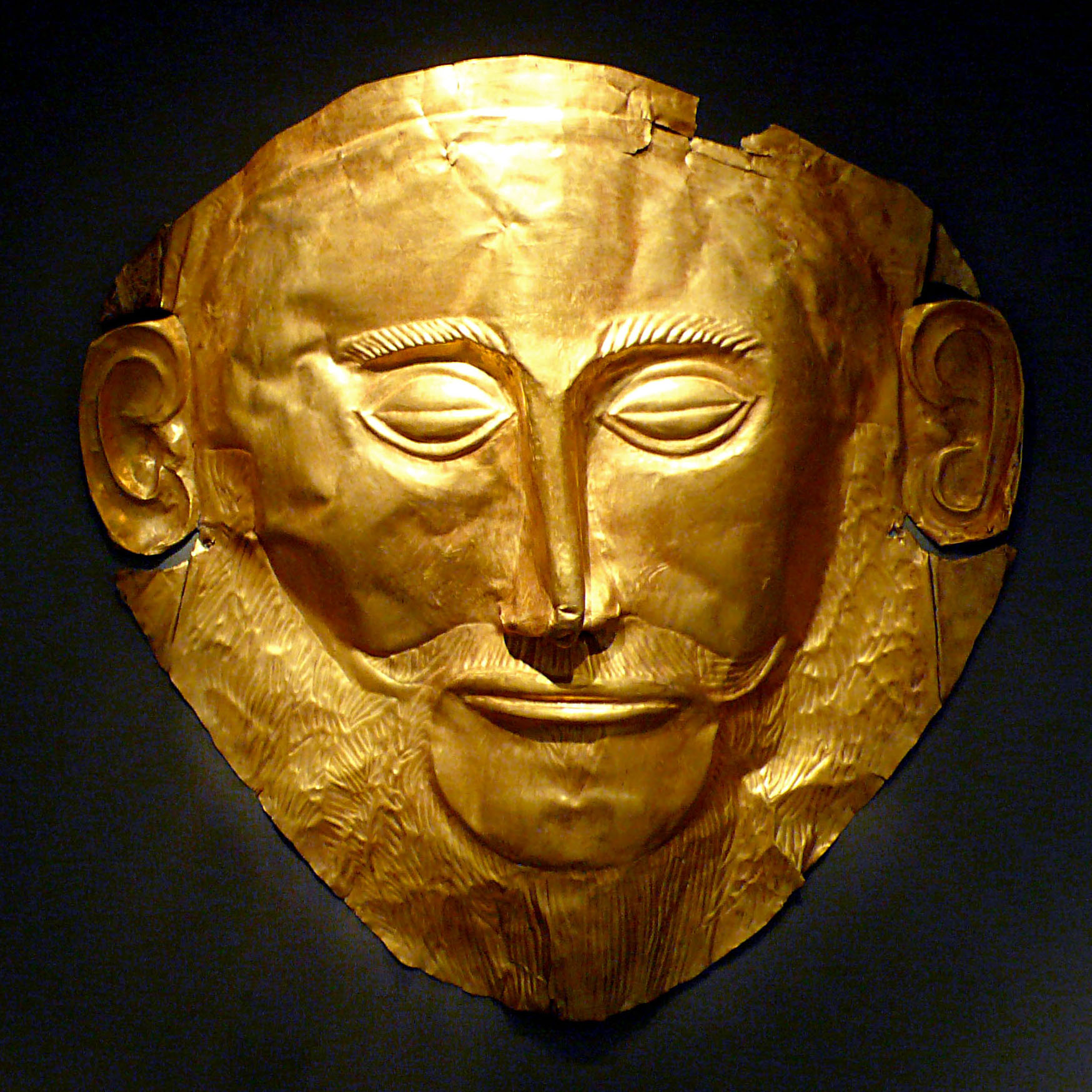
아가멤논 마스크

아가멤논 마스크(그리스어: Προσωπείο του Αγαμέμνονα)는 옛 미케네 문명이 번성하던 곳에서 발굴된 데스마스크 유물으로, 금으로 제작되어 있다. 제작 시기는 기원전 1550-1500년으로 추정되며, 1876년 하인리히 슐리만의 발굴 작업으로 처음 출토되었다. 현재는 아테네 국립 고고학 박물관에 소장되어 있으며, 일명 '선사의 모나리자'라고 평가받는 유물이다. 데스마스크의 주인이 트로이 전쟁의 주역 중 한 명인 아가멤논 왕으로 추정된다 하여 아가멤논 마스크라고 일컬어진다. 그러나 현대의 고고학 연구에 따르면, 마스크는 기원전 16세기, 즉 트로이 전쟁 시기보다 300~400년가량 앞서 만들어졌다고 추정된다.